# Emilio Kalujerovich
Emilio Ángel Kalujerovich (Quilmes, Buenos Aires, 21 de julio de 1967) es un exfutbolista argentino que jugaba como defensor.

## Trayectoria

### Quilmes
Kalujerovich debutó con la camiseta de Quilmes en 1986. En su primera temporada se coronó campeón de la B Metropolitana y obtuvo el ascenso a B Nacional. En 1991 se consagró campeón de la B Nacional y ascendió a Primera División. Jugó en el cervecero hasta 1995.

### Cipolletti
Para la temporada 1995/96 pasó a Cipolletti. Con el equipo de Río Negro fue subcampeón del Argentino A y obtuvo el ascenso a la B Nacional. En 1997 volvió al club y jugó hasta 1998.

### Defensa y Justicia
A mediados de 1996 se sumó a Defensa y Justica. Con el halcón se coronó campeón de la B Metropolitana y ascendió a la B Nacional.

### Juventud Antoniana
En 1998 pasó a Juventud Antoniana. En su primera temporada llegó a la final por el segundo ascenso a Primera División. En su temporada llegó hasta octavos de final por el segundo ascenso.

### Atlético Tucumán
En el año 2000 se mudó a San Miguel de Tucumán, para sumarse a Atlético Tucumán. Con la camiseta del decano jugó hasta el 2001.

### Villa Mitre
En 2002 llegó a Villa Mitre, donde tuvo un breve paso.

### Almirante Brown de Arrecifes
A mitad de 2002 llegó a Almirante Brown de Arrecifes.

### Independiente de Neuquén
En 2003 pasó a Independiente de Neuquén, donde se retiró del fútbol.

## Clubes
| Club                         | País      |
| ---------------------------- | --------- |
| Quilmes                      | Argentina |
| Cipolletti                   | Argentina |
| Defensa y Justica            | Argentina |
| Juventud Antoniana           | Argentina |
| Atlético Tucumán             | Argentina |
| Villa Mitre                  | Argentina |
| Almirante Brown de Arrecifes | Argentina |
| Independiente de Neuquén     | Argentina |

## Palmarés
| Título          | Equipo            | País      | Año     |
| --------------- | ----------------- | --------- | ------- |
| B Metropolitana | Quilmes           | Argentina | 1986/87 |
| B Nacional      | Quilmes           | Argentina | 1990/91 |
| B Metropolitana | Defensa y Justica | Argentina | 1996/97 |